# Four Seasons Hotel New York
Four Seasons Hotel este o clădire ce se află în New York City.

## Legături externe
- Four Seasons New York
- in-Arch.net: The Four Seasons Hotel Arhivat în 29 noiembrie 2014, la Wayback Machine.